# Triphora hassleriana
Triphora hassleriana är en orkidéart som först beskrevs av Célestin Alfred Cogniaux, Robert Hippolyte Chodat och Emil Hassler, och fick sitt nu gällande namn av Rudolf Schlechter. Triphora hassleriana ingår i släktet Triphora och familjen orkidéer. Inga underarter finns listade i Catalogue of Life.